# Somerset (Vermont)
Pour les articles homonymes, voir Somerset.
Somerset est une ville américaine du comté de Windham, dans l’État du Vermont.
|  |          |                 |
|  | Somerset | Dover (Vermont) |
|  |          |                 |